# Palais épiscopal d'Agen
Le palais épiscopal d'Agen, aujourd'hui préfecture du département français de Lot-et-Garonne, est un bâtiment situé à Agen.

## Localisation
Le palais épiscopal est situé dans le département français de Lot-et-Garonne, dans la commune d'Agen, place de Verdun, rue Étienne-Dolet, rue Maréchal-de-Lattre-de-Tassigny.

## Historique
L'ancien palais épiscopal s'écroule partiellement, le 22 juillet 1773, cinq ans après la nomination de Jean-Louis d'Usson de Bonnac à l'évêché d'Agen . 
Féru d’art, il décide de construire un nouveau palais épiscopal, près du Grand séminaire, sur les plans de l’architecte Leroy qui était en train de reconstruire le château d'Aiguillon. 
La première pierre est posée le 19 juin 1775. L'évêque n'a pu occuper le nouvel évêché qu'en 1783. 

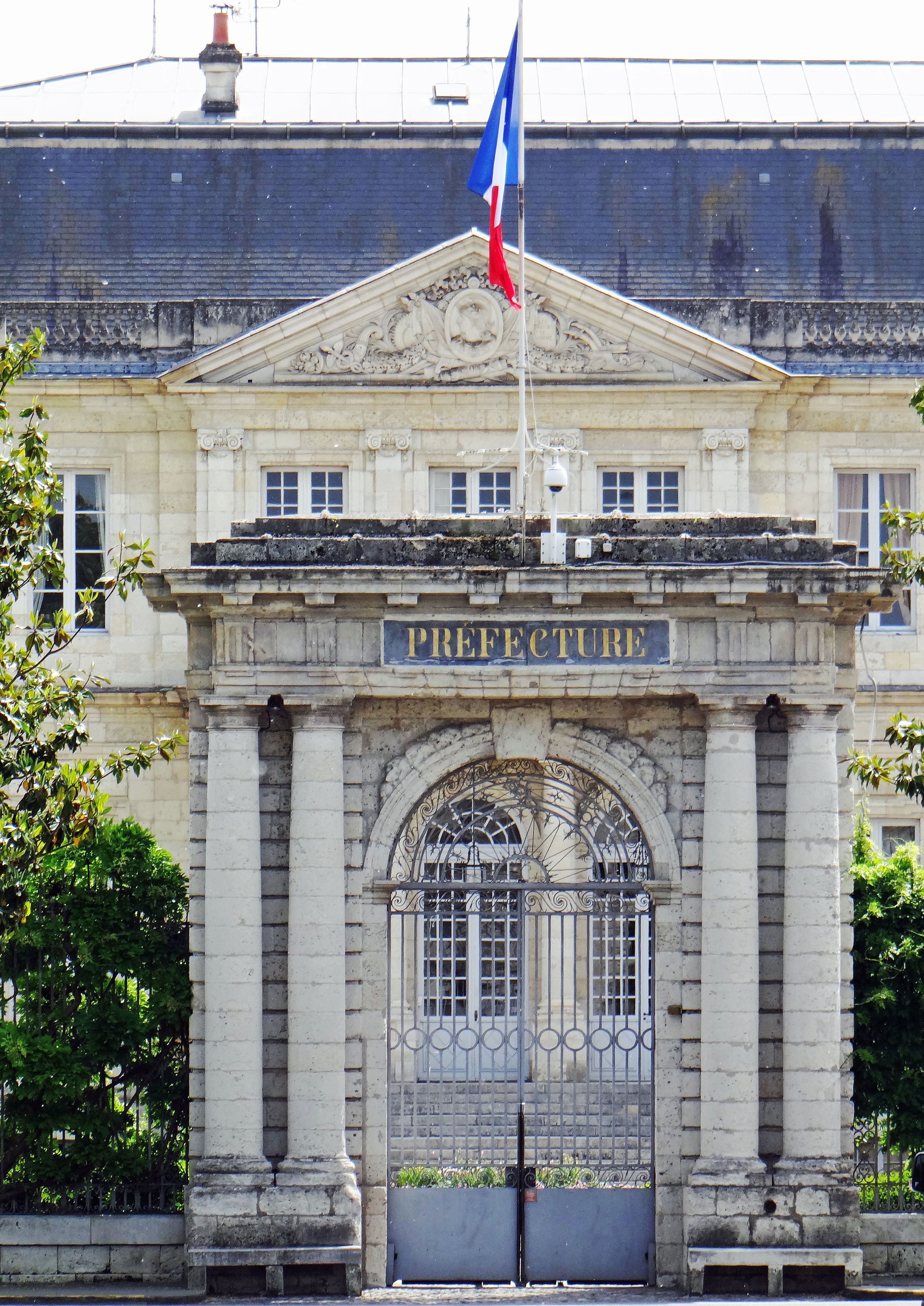
La préfecture d'Agen.

Ce bâtiment a changé de destination à la Révolution pour devenir le siège des écoles centrales, puis de la quatrième cohorte de la Légion d'honneur et, en 1809, l'hôtel de la préfecture de Lot-et-Garonne. La balustrade a été détruite qui courait le long de la toiture quand l'administration préfectorale s'y est installée. 
L'incendie du 21 octobre 1904 prenait dans les combles et ne laissait que des murs calcinés. La toiture a été remplacée en 1910 par un comble à la Mansart. Les travaux sont dirigés par Léopold Payen.
Le bâtiment a été inscrit au titre des monuments historiques en 1947.